# Piwniwszczyna
Piwniwszczyna (ukr. Півнівщина) – wieś na Ukrainie, w obwodzie czernihowskim, w rejonie czernihowskim, w hromadzie Horodnia. W 2001 liczyła 326 mieszkańców, spośród których 312 wskazało jako ojczysty język ukraiński, 10 rosyjski, a 4 białoruski.